# Costa de Marfil en los Juegos Olímpicos de Barcelona 1992
Costa de Marfil estuvo representada en los Juegos Olímpicos de Barcelona 1992 por un total de 13 deportistas, 8 hombres y 5 mujeres, que compitieron en 3 deportes.
El equipo olímpico marfileño no obtuvo ninguna medalla en estos Juegos.